# Станівці
Стані́вці (рум. Stăneşti) — село в Україні, у Тарашанській сільській громаді Чернівецького району Чернівецької області.

## Назва
В історії знане за назвою Станівці на Сереті. Збереглася легенда про походження назви поселення: нібито під час битви молдавського війська  Штефана Великого з загонами польського короля Яна Ольбрахта відзначився воїн Стенеску. Після перемоги господар подарував йому землю, де зараз і розташовані Станівці. 
За іншою версією назва поселення має слов'янське походження і походить від слова «стен» та означає «військовий табір».

## Географія
Станівці розташовані у південно-східній частині Чернівецького району на автошляху обласної категорії.

## Історія
Село засноване в XVII столітті.
З 24 серпня 1991 року село входить до складу незалежної України.
Результаті адміністративно-територіальної реформи і ліквідації старого району, село увійшло до складу нового Чернівецького району.

## Населення
Налічує понад 2700 мешканців, переважно румуни.

## Відомі люди
В усі часи Станівці славилися талановитими музикантами, колекціонерами народних мелодій, аматорами народних театрів. Ансамбль сопілкарів, створений Алексою Постеукою на фестивалі аматорського мистецтва у Києві здобув бронзову медаль, сурмачі на чолі із Д. Миколайчуком були призерами обласного фестивалю «Біля золотих джерел», Парасковія Пілат на міжнародному фестивалі (1987 р.) здобула призове місце за гру на дримбі. У селі пам'ятають родинні династії музикантів: Ісака і Корнелія Постевків, Касіяна Плантуса, Цуркана, Драгоша Постевки.

## Герб
Соловей на сопілці, що зображений на гербі села, символізує музичні таланти станівчан. А образ цієї пташки — це символ людського щастя, співучості і красномовства. Він є провісником весни.
Срібний яблуневий цвіт із золотим листям на гербі символізує родючі сади. З давніх-давен сільчани віддають перевагу вирощуванню яблук різних сортів, навесні по всьому селу цвітуть яблуні, цей цвіт символізує радість життя, відновлення та надію на врожай.
В селі працює підприємство з випалювання керамічної цегли (збудоване наприкінці 1960-х років). Це єдиний завод даного напрямку на Глибоччині.

## Фотографії

Сільська рада
Школа
Будинок колишньої школи, нині — музей села і крамниця
Північна частина села